# Цехомін (Люблінське воєводство)
Цехомін (пол. Ciechomin) — село в Польщі, у гміні Воля-Мисловська Луківського повіту Люблінського воєводства.
Населення — 296 осіб (2011).
У 1975-1998 роках село належало до Седлецького воєводства.

## Демографія
Демографічна структура станом на 31 березня 2011 року:
|          | Загалом | Допрацездатний вік | Працездатний вік | Постпрацездатний вік |
| -------- | ------- | ------------------ | ---------------- | -------------------- |
| Чоловіки | 151     | 30                 | 109              | 12                   |
| Жінки    | 145     | 17                 | 78               | 50                   |
| Разом    | 296     | 47                 | 187              | 62                   |